# عبد القادر رحماني
عبد القادر رحماني ولد في 15 فبراير 1923 في أوكاس وتوفي في 2 سبتمبر 2015 في شاتيلرو. هو صحفي جزائري من أصل بربري عمل ضابطًا في الجيش الفرنسي.

## النشأة والتعليم

### الشباب
ولد عبد القادر رحماني في الجزائر، في قرية تسمى تيدلسين من أوقاس في منطقة القبائل الصغيرة. هو من عائلة مرابط. والده سليمان رحماني مدرس وكاتب لغة فرنسية.

### في الجيش الفرنسي
بعد إنزال الحلفاء في شمال إفريقيا، أصبح برتبة عميد في جيش الفرنجة كمدرب. لكنها معطلة لأنه كان ممنوعا على جزائري توجيه أو قيادة أوروبي. شارك في معارك التحرير. كان في ألمانيا عام 1946.
في 20 أكتوبر 1948، أصبح ملازمًا احتياطيًا ثانيًا من شمال إفريقيا. لهذا، تخلى عن جنسيته الفرنسية. والتحق بالمدرسة لضباط الجيش المحلي ثم تمت ترقيته إلى رتبة ملازم في 1 يناير 1952. وشارك في الحرب الكورية. مُنح وسام جوقة الشرف عام 1956.
متزوج من سيدة فرنسية.

### التحول
في عام 1956، كان في لبنان عندما تغيرت الأحداث وذلك عندما: تآمر غي موليت Guy Mollet، واستقل طائرة بن بلة، وتدخل في السويس، وبدايات «التهدئة» جعلته يدرك أن الجيش الفرنسي كان في طريقه للفشل وأن كرامة الجزائريين في السؤال.
في يناير 1957، في مواجهة معضلة الحرب الجزائرية، كتب مع 52 ضابطًا آخر من أصل جزائري، إلى القائد الأعلى للقوات المسلحة، الرئيس رينيه كوتي. جاءوا من كلا الثقافتين، وأرادوا أن يقدموا أنفسهم كوسطاء من أجل وقف هذه الحرب بين الأشقاء. وهكذا أطلقت «قضية الضباط الجزائريين» التي كانت، بحسب المؤرخ بيير فيدال ناكيه، «فرصة ضائعة» لتفادي كارثة بين الطائفتين. جميع الموقعين على هذه الرسالة في الواقع سُجنوا. اتُهم عبد القادر رحماني في مارس / آذار، بتهمة إضعاف معنويات الجيش، ونُقل إلى سجن فريسنس.
بعد هذا السجن الأول، تم نقله إلى مركز تدريب المظلات في كاستر (بالفرنسية: Castres). وخوفا على حياته، تحدث مع كلود جوليان Claude Julien، الصحفي من صحيفة لوموند الذي كان في إجازة في هذه المنطقة. وذكرت الصحيفة قضيته. ثم وُضع قيد الإقامة الجبرية في لوزر.
خلال إقامته في باريس، تمكن من الاتصال بجي موليت الذي أبلغه بأنه وافق على إعارة بعض الضباط إلى سفارتي تونس والمغرب للاتصال بجبهة التحرير الوطني الجزائرية. لكن استبدال بورجيس مونوري بغي موليه يلغي العملية.

### الاستقالة والسجن
أعلن مع ضباط جزائريين آخرين في سبتمبر 1957 استقالته من الجيش الفرنسي في رسالة إلى رئيس الجمهورية:
«السيد رئيس الجمهورية،
الضباط الذين استقالوا من الجيش الفرنسي نود أن نلفت انتباهكم إلى الأسباب التي دفعتنا إلى هذا الفعل [...]
خلال ثمانية أشهر، لم يتم العثور على حل للضمير الذي يمثله الوضع المأساوي للجزائريين والجنود ... "»
وهجر خمسة من الضباط المعنيين البالغ عددهم 52 ضابطا وانضموا إلى جبهة التحرير الوطني في تونس العاصمة. تم القبض على الملازم رحماني في فورت ألبي، ثم سجن مرة أخرى في فريسنس.
تم إطلاق حملة رأي في الصحف: الصليب (بالفرنسية: La Croix) وفرانس اوبزرفر (بالفرنسية: France Observateur) وليكسبريس (بالفرنسية: L'Express) والعالم (بالفرنسية: Le Monde) والشهادة المسيحية (بالفرنسية: Témoignage Chrétien)، التي نشرت صحيفة السجن الخاصة بها.

### مهنة محطمة
بعد أن وصل ديغول إلى السلطة، أُطلق سراحه من السجن ليُوضع قيد الإقامة الجبرية في الدير اليسوعي في كلامارت، ثم وُضع بإجراءات تأديبية في وضع غير نشط بسبب انسحابه من وظيفته. ثم عمل في مكتبة هاشيت (بالفرنسية: Hachette) التي كان المدير العام لها في الجزائر.
كتب كتابًا تم الاستيلاء عليه فور صدوره: قضية الضباط الجزائريين (بالفرنسية: L'Affaire des officer algériens)، الذي نشر في عام 1959 من قبل طبعات دو سيول (بالفرنسية: Editions du Seuil).
مهنته محطمة. ومع ذلك، تمت ترقيته إلى رتبة نقيب في عام 1975 (بعد عشرين عامًا من التاريخ الذي كان يجب أن يترقى فيه الي رتبة نقيب). ثم شرع في إجراءات للحصول على تعويض من مجلس الدولة الذي رفض مزاعمه في عام 1977.
هو مؤسس أكاديمية بربر.

## المؤلفات
عبد القادر رحماني، شؤون الضباط الجزائريين، سويل، 1959
تم تناوله في الاستعراض جاروش (بالفرنسية: Gavroche)، عدد 159، يوليو- سبتمبر 2009.
- البربر، أسلافنا الإغريق... أم أسلافنا البربر؟، 1997، طبعات ثلاثة عوالم (بالفرنسية: Éditions Trois Mondes)
- تاريخ كوريا - أرض الصباح الهادئ - وحربها المأساوية، مقابلات مع كريستيان ديشارتريس، 2015، (بالفرنسية: Éditions Amalthée)

### فيلموغرافيا
في عام 1957، في مواجهة معضلة الحرب الجزائرية، كتب مع 52 ضابطا آخرين من أصل جزائري إلى الرئيس رينيه كوتي ليقدموا انفسهم كوسطاء. وتم سجنهم جميعًا.
جورج مورييه، قتال؟ (بالفرنسية: Combattre؟)، فيلم من جزأين أنتجته (بالفرنسية: La lanterne and Citizen TV) الفانوس والمواطن، 2004، مجموعة اختيار الرجال (بالفرنسية: Le Choix des Hommes collection).

## الحياة الشخصية
ولعبد القادر رحماني أربعة أبناء: باتريك ودومينيك وباسكال رحماني وفابيان رحماني-فالات.